# Phaea mirabilis
Phaea mirabilis är en skalbaggsart som beskrevs av Bates 1874. Phaea mirabilis ingår i släktet Phaea och familjen långhorningar.
Artens utbredningsområde är:
- Costa Rica.
- Guatemala.
- Nicaragua.

Inga underarter finns listade i Catalogue of Life.